# Batalla de Yanling
La batalla de Yanling (chino: 鄢陵之戰) se libró en 575 a. C. entre los estados de Chu y Jin en Yanling durante el Período de Primavera y Otoño de la antigua China. En el lado de Jin, Xi Qi (郤錡) comandó el ala derecha, mientras que Luan Shu (欒書) comandó el centro con Han Jue (韓厥) a la izquierda. Antes de la batalla, Shi Xie quería evitar la batalla sobre la base de que los enemigos externos son necesarios para la paz interna. El ejército de Chu tenía la ventaja numérica, pero a excepción de la guardia personal del rey, estaba en malas condiciones. El ejército de Chu también estaba comandado por Zifan (子反) y Zichong (子重), que se odiaban entre sí. Siguiendo el consejo de Luan Shu, el ejército de Jin adoptó una postura defensiva en lugar de ir a la ofensiva. Al amanecer, los ejércitos de Jin fueron desplegados detrás de un pantano y una zanja, lo que impidió a las tropas de Chu. Fen Huang, un oficial de Jin, señaló que las mejores tropas de Chu en el centro estaban empantanadas por el pantano, dejando los flancos solo a manos de "tribus salvajes del sur" mal disciplinadas. Carros de Jin cargan ambos flancos de Chu, dispersando al enemigo. Luego procedieron a atacar el centro, que contenía al rey Chu mandando a sus tropas. Aunque la vida del rey Chu estuvo en peligro un par de veces, los oficiales de Jin lo dejaron escapar como una señal de respeto. Sin embargo, fue herido por una flecha y su ejército fue rechazado.
Orden de batalla:
Ejército de Jin
- Monarca: Duque Li de Jin, consejero militar: Dou Benhuang
- Ejército - General: Luan Shu, ayudante: Shi Xie
- Ejército - General: Xi Qi, ayudante: Xun Yan
- Ejército - General: Han Jue, ayudante: Xun Ying
- Ejército - General: Xi Chou, ayudante: Xi Zhi

Ejército de Chu
- Monarca: Rey Gong de Chu, consejero militar: Bo Zhou Li
- Ejército - General: Zifan
- Ejército - General: Zichong
- Ejército - General: Zi Xin